# Gursahāiganj
Gursahāiganj är en ort i Indien.   Den ligger i distriktet Kannauj och delstaten Uttar Pradesh, i den centrala delen av landet, 300 km sydost om huvudstaden New Delhi. Gursahāiganj ligger 149 meter över havet och antalet invånare är 40 214.
Terrängen runt Gursahāiganj är mycket platt. Runt Gursahāiganj är det tätbefolkat, med 735 invånare per kvadratkilometer. Närmaste större samhälle är Kannauj, 19,6 km öster om Gursahāiganj. Trakten runt Gursahāiganj består till största delen av jordbruksmark.